# Hamel (Illinois)
Pour les articles homonymes, voir Hamel.
Hamel est un village du comté de Madison dans l'Illinois, aux États-Unis,. Il est situé au centre du comté et à l'est du Grand Saint-Louis. Le village est incorporé le 24 février 1955 ou le 6 mai 1955

## Démographie
Lors du recensement de 2010, le village comptait une population de 816 habitants. Elle est estimée, en 2016, à 814 habitants.

### Source de la traduction
- (en) Cet article est partiellement ou en totalité issu de l’article de Wikipédia en anglais intitulé « Hamel, Illinois » (voir la liste des auteurs).